# 134
Het jaar 134 is het 34e jaar in de 2e eeuw volgens de christelijke jaartelling.

## Gebeurtenissen

### Italië
- In Rome wordt het Athenaeum geopend, in het instituut kan worden gestudeerd in de faculteiten retorica, rechten en filosofie.
- Keizer Hadrianus geeft opdracht om de Engelenbrug (Ponte Sant' Angelo) te laten bouwen over de rivier de Tiber.
- De Senaat voert een wetsvoorstel in die de positie van de vrije arbeider beschermt.

### Klein-Azië
- Lucius Flavius Arrianus, gouverneur van Cappadocië, slaat een inval van de Alanen af. De Iraanse nomadenstam is afkomstig uit de Noord-Kaukasus.

### Palestina
- Sextus Julius Severus, gouverneur van Britannia, wordt naar Judea gestuurd om de Joodse opstand te onderdrukken.
- Het Romeinse leger onder bevel van Julius Severus, voert een succesvolle campagne tegen de Joodse opstandelingen die zich verschansen in grotten.

## Bouwkunst

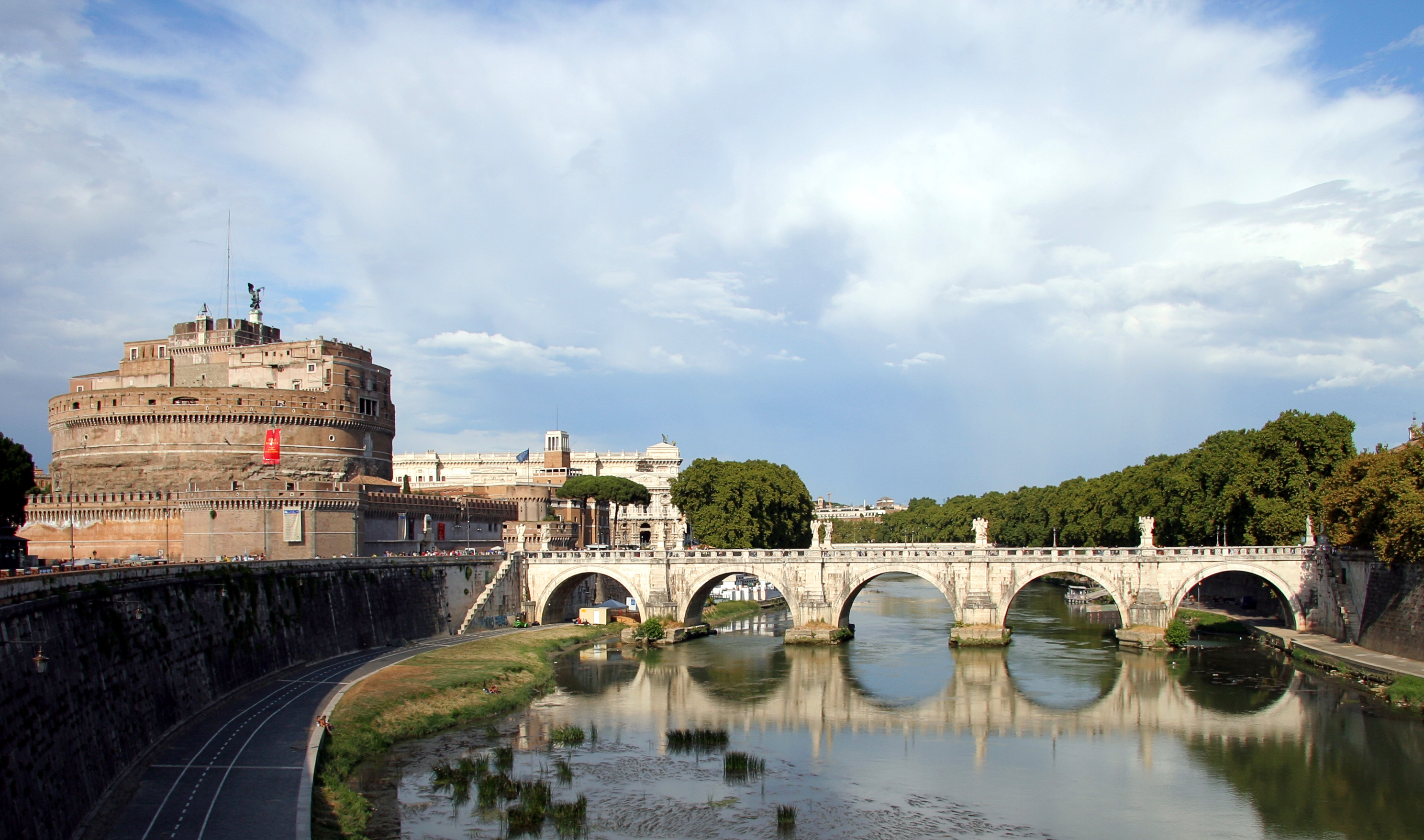
Ponte Sant'Angelo (134), Rome